# Edwin Arnold
Edwin Arnold, född 10 juni 1832, död 24 mars 1904, var en brittisk skald och orientalist, bror till Arthur Arnold.
Arnold avlade filosofisk examen vid Oxfords universitet 1854 och var därefter föreståndare för sanskritkollegiet i Pune i Indien, till 1861, då han blev redaktör vid Londontidningen "Daily Telegraph".
Arnold uppträdde 1853 som skald med Poems, narrative and lyrical och 1879 med The light of Asia (som gavs ut i mer än 60 upplagor i Storbritannien och 80 i USA; "Asiens ljus eller den stora försakelsen", översatt av Victor Pfeiff, med inledning av Viktor Rydberg, 1888), ett på skönhet rikt episkt poem över Buddhas liv och lära. Den upphöjde religionsstiftarens utveckling framställs där troget och med djup i uppfattningen; ton och stämning är sant österländska, bildspråket vackert och genuint, blankversen talangfullt behandlad.
Ett motstycke därtill, med kristendomen som ämne, bildar lärodikten The light of the world (1891). Arnold har vidare författat poemet The book of love (1888), prosaskriften Education in India, A summer in Scandinavia (1877), Seas and lands (1892, från en världsomsegling), Japonica, Adzuma (1893), Wandering words (1894) med mera samt översatt några indiska, persiska och grekiska diktverk. Han rönte många hedersbevisningar av asiatiska suveräner och adlades 1888.